# Xã Prairie Creek, Quận Merrick, Nebraska
Xã Prairie Creek (tiếng Anh: Prairie Creek Township) là một xã thuộc quận Merrick, tiểu bang Nebraska, Hoa Kỳ. Năm 2010, dân số của xã này là 348 người.